# Magyarország az 1946-os atlétikai Európa-bajnokságon
Magyarország az Oslóban megrendezett 1946-os atlétikai Európa-bajnokság egyik részt vevő nemzete volt. Az ország a versenyen 11 sportolóval képviseltette magát.

## Érmesek
| Érem  | Versenyző      | Versenyszám | Dátum         |
| ----- | -------------- | ----------- | ------------- |
| Bronz | Csaplár András | 10 000 m    | augusztus 22. |

## Eredmények

### Férfi
| Solymossy Egon | 200 m     | 23,1   | 5. | 18. | kiesett | kiesett | kiesett | kiesett | kiesett |         |         |         |
| Garay Sándor   | 1500 m    | 3:56,8 | 2. | 4.  |         |         |         | 3:53,0  | 5.      |         |         |         |
| Pataki András  | 5000 m    |        |    |     |         |         |         | 15:33,6 | 13.     |         |         |         |
| Csaplár András | 10 000 m  |        |    |     |         |         |         | 30:35,2 |         |         |         |         |
| Kiss József    | 110 m gát | 15,5   | 6. | 11. |         |         |         | kiesett | kiesett | kiesett | kiesett | kiesett |

| Versenyző      | Versenyszám   | Selejtező | Selejtező | Döntő    | Döntő    |
| Versenyző      | Versenyszám   | Eredmény  | Helyezés  | Eredmény | Helyezés |
| -------------- | ------------- | --------- | --------- | -------- | -------- |
| Zsitvai Zoltán | Rúdugrás      |           |           | 3,80 m   | 10.      |
| Németh Imre    | Kalapácsvetés | 48,47 m   | 7.        | 50,03 m  | 4.       |

| Versenyző   | Versenyszám | 100 m | 100 m | Távolugrás | Távolugrás | Súlylökés | Súlylökés | Magasugrás | Magasugrás | 400 m | 400 m | 110 m gát | 110 m gát | Diszkoszvetés | Diszkoszvetés | Rúdugrás | Rúdugrás | Gerelyhajítás | Gerelyhajítás | 1500 m | 1500 m | Végeredmény | Végeredmény |
| Versenyző   | Versenyszám | Idő   | Pont  | Eredmény   | Pont       | Eredmény  | Pont      | Eredmény   | Pont       | Idő   | Pont  | Idő       | Pont      | Eredmény      | Pont          | Eredmény | Pont     | Eredmény      | Pont          | Idő    | Pont   | Pont        | Helyezés    |
| ----------- | ----------- | ----- | ----- | ---------- | ---------- | --------- | --------- | ---------- | ---------- | ----- | ----- | --------- | --------- | ------------- | ------------- | -------- | -------- | ------------- | ------------- | ------ | ------ | ----------- | ----------- |
| Kiss István | Tízpróba    | 11,9  |       | 6,55 m     |            | 11,07 m   |           | 1,75 m     |            | 54,6  |       | 16,7      |           | 33,43 m       |               | 3,40 m   |          | 48,26 m       |               | 5:03,8 |        | 5817        | 8.          |

### Női
| Versenyző         | Versenyszám   | Selejtező | Selejtező | Döntő    | Döntő    |
| Versenyző         | Versenyszám   | Eredmény  | Helyezés  | Eredmény | Helyezés |
| ----------------- | ------------- | --------- | --------- | -------- | -------- |
| Fekete Ilona      | Távolugrás    | 5,10 m    | 9.        | 5,16 m   | 8.       |
| Rohonczi Mária    | Gerelyhajítás | 37,04 m   | 5.        | 40,66 m  | 5.       |
| Regdánszky Matild | Gerelyhajítás | 34,91 m   | 11.       | kiesett  | kiesett  |